# شارلوت بورتون
شارلوت بورتون (بالإنجليزية: Charlotte Burton)‏ هي ممثلة أمريكية، ولدت في 30 مايو 1881 بسان فرانسيسكو في الولايات المتحدة، وتوفيت في 28 مارس 1942 بلوس أنجلوس في الولايات المتحدة بسبب نوبة قلبية.

## وصلات خارجية
- شارلوت بورتون على موقع IMDb (الإنجليزية)
- شارلوت بورتون على موقع أول موفي (الإنجليزية)
- شارلوت بورتون على موقع قاعدة بيانات الفيلم (الإنجليزية)
- شارلوت بورتون على موقع كينوبويسك (الروسية)